# Dichromia effusa
Dichromia effusa är en fjärilsart som beskrevs av Louis Beethoven Prout 1927. Dichromia effusa ingår i släktet Dichromia och familjen nattflyn. Inga underarter finns listade i Catalogue of Life.